# Râul Sclavilor
Râul Sclavilor (Slave River) este un râu mic situat de-a lungul graniței de est a Parcului Național Wood-Buffalo care este situat central și în regiunea de nord-vest din Canada. Izvorul râului este lacul Athabasca din provincia Alberta, el are un curs în direcția nord, traversează Teritoriile de Nordvest și se varsă în lacul Sclavilor. Râul Sclavilor are lungimea de 434 km și aparține de sistemul fluvial Mackenzie River.

## Localități de pe cursul râului
- Fort Fitzgerald
- Fort Smith
- Fort Resolution